# Living with Michael Jackson
Living with Michael Jackson is een documentaire van Martin Bashir waarin The King of Pop Michael Jackson over een periode van acht maanden wordt geïnterviewd. De documentaire was op 3 februari 2003 voor het eerst te zien op Independent Television. Drie dagen later was het programma in de Verenigde Staten te zien op ABC. De onthullingen van Jacksons controversiële privéleven zouden later een grote rol spelen in rechtszaken.
Martin Bashir vroeg Jackson om zijn gehele leven te laten zien. Niets hoefde te gek te zijn. Jackson ging op het aanbod in op aanraden van zijn goede vriend Uri Geller. Later bleek dat een aanbod van Louis Theroux door Geller was afgeslagen.
De documentaire biedt een uniek kijkje in Jacksons leven. Jackson praat vrijuit over zijn traumatische jeugd, maar is bijvoorbeeld weer zeer terughoudend als het op de plastische chirurgie aankomt. Hij laat zelfs zijn kinderen zien. Hoewel in de eerste helft van de documentaire nog alles peis en vree lijkt tussen de documentairemaker Bashir en Jackson, was Bashir volgens Jackson in de tweede helft van de documentaire er alleen op uit om zijn persoonlijkheid zwart te maken. Jackson was dan ook niet blij met het eindresultaat. In een 'tegendocumentaire' Living with Michael Jackson, Take Two, die opnames bevatte die met een camera van de zanger zelf waren gemaakt tijdens Bashirs interviews, werd de documentaire vanuit Jacksons' standpunt belicht.

## Het interview
Living with Michael Jackson begint met Bashir die vertelt hoe hij Jackson heeft overgehaald om zijn leven aan de camera's te laten zien. Samen stappen ze in kartwagens op Jacksons Neverland Ranch. Jackson vertelt Bashir dat de muziek "zichzelf zal schrijven" als Bashir vraagt hoe hij zulke succesvolle nummers schrijft. Na een verzoek van Bashir danst Jackson in een studio. Hij wordt de "fysieke belichaming van muziek", zoals hij het zelf uitdrukt. Een nogal verlegen Jackson zien we in dit deel van het interview. Op de vraag waarom Jackson Peter Pan zo'n inspirerend personage vindt, antwoordt Jackson dat hij zich Peter Pan voelt; een nooit volwassen geworden jongen. Bashir en Jackson gaan richting de "Giving Tree", een boom waarin Jackson vele succesvolle nummers heeft geschreven. Jackson nodigt Bashir uit om ook in de boom te klimmen. Bashir is een beetje aftastend, maar Jackson is onderhand al in de boom geklommen. Hij vertelt Bashir dat in bomen klimmen en een "waterballonnengevecht" zijn favoriete vrijetijdsbestedingen zijn. In een privébioscoop kijken ze naar een video van I Want You Back van The Jackson 5. Jackson vertelt hoe hij en zijn broers altijd door zijn vader Joseph in elkaar werden geslagen tijdens repetities.
Na het bezoek aan Neverland volgt Bashir Jackson naar Las Vegas. Hier spreekt Jackson over zijn liefdesleven, zijn veranderde uiterlijk en zijn kinderen. Hier onthult Jackson dat hij vroeger hotelkamers deelde met zijn oudere broers. Zijn oudere broers hadden dan weleens seks met een vrouw, terwijl hij deed of hij sliep. Ook vertelt hij over een avond met zijn toenmalige liefde Tatum O'Neil. Jackson laat zijn afgehuurde verdieping van het hotel zien. Hier heeft hij een verzameling aan levensgrote poppen staan. Als Bashir vraagt waarom er een scootmobiel in Jacksons hotelkamer staat, antwoordt Jackson dat hij ervan houdt om met de scootmobiel te rijden in de lobby van het hotel. Jackson laat zijn favoriete winkel aan Bashir zien. Hij koopt voor meer dan een miljoen dollar aan vazen voor een nieuw huis. Bashir begint over de vermeende plastisch chirurgische ingrepen waarop Jackson geagiteerd reageert. Volgens Jackson zijn de media "onwetend". Hij heeft alleen zijn neus laten verkleinen omdat zijn vader hem vroeger met zijn grote neus pestte. Bashir ontmoet ook Jacksons kinderen Prince I en Paris, die maskers dragen om hun identiteit te verhullen. Wat opvalt is dat Prince I blonde haren heeft, en zijn zusje blauwgrijze ogen.
Hierna togen Bashir en Jackson richting Berlijn om een kijkje te nemen bij een prijsuitreiking. Jackson stapt nog voordat showhost Boris Becker op is gekomen het podium op. Een kleine blunder. Ook gaan ze met de kinderen naar de dierentuin. Richting Jacksons verblijfplaats het Hotel Adlon springt Jacksons "grootste fan" nog voor de auto en voert een dansje uit. Jackson vertelt dat deze man hem overal ter wereld volgt. In het hotel toont hij zijn jongste zoon, Blanket, aan een menigte fans: hij laat het kind over de balkonreling zien. De media spreken er de volgende dag schande van dat Jackson zijn zoontje in gevaar zou hebben gebracht door hem te laten bungelen, maar Jackson zegt dat hij hem stevig vasthield.